# Batzoki

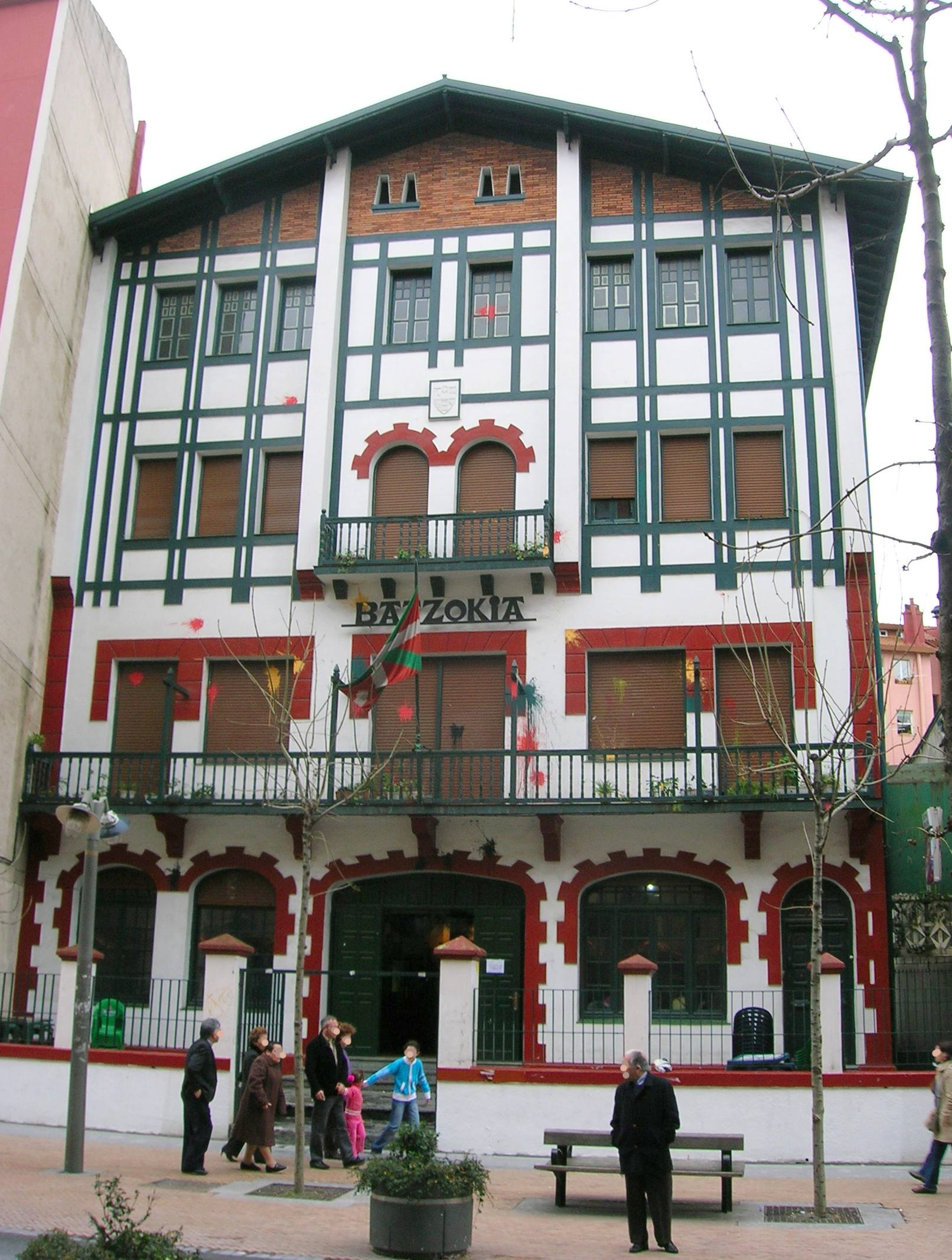
Batzoki viejo de Baracaldo.

En el País Vasco, Navarra y el País Vasco francés, un batzoki es un local frecuentado por simpatizantes del Partido Nacionalista Vasco. Generalmente se compone de un establecimiento de hostelería abierto al público junto a instalaciones para uso de la agrupación local del partido como oficinas y bibliotecas.
También existen batzokis en otros países con población de origen o ascendencia vasca como México, Venezuela, Argentina, Uruguay, Brasil, El Salvador, Reino Unido o Estados Unidos, entre otros.
El neologismo batzoki (de batu, 'reunir' y toki, 'lugar'), acuñado por Sabino Arana, significa «lugar para reunirse» en euskera y por ello, además de contar con oficinas y salas de reuniones, suelen disponer de servicios de bar y restaurante.
El 14 de julio de 1894, Sabino Arana inauguró el primer batzoki al crear la sociedad Euskeldun Batzokija, en la calle Correo, 22 de Bilbao, iniciándose así la organización del Partido Nacionalista Vasco; en la ceremonia de apertura del centro, a las seis de la tarde, el socio de más edad, Ciriaco de Iturri, izó por primera vez la ikurriña creada en el Café Iruña de Pamplona, diseñada por los hermanos Arana como la bandera de la Vizcaya independiente. Luego, dada su difusión, se asoció con toda la región.
Hoy día, el PNV cuenta con casi doscientos batzokis, fundamentalmente en España (el grueso se halla en el País Vasco y algunos en Navarra). Todos ellos fueron clausurados tras el triunfo franquista en la Guerra Civil y muchos de ellos posteriormente reabiertos tras 1978. Así, por ejemplo, en Bilbao el PNV cuenta con catorce batzokis, entre ellos el Batzoki de Deusto. Existen también batzokis en el País Vasco Francés (tres, en Bayona, San Juan de Luz y Hendaya), así como en casi todos los países americanos (Estados Unidos, Canadá, El Salvador, México, Cuba, República Dominicana, Puerto Rico, Venezuela, Colombia, Perú, Argentina, Chile, Uruguay, Paraguay y Brasil) y en algunos europeos (Andorra, Reino Unido, Francia e Italia) y Australia.